# Presto (Album)
Presto ist das 13. Studioalbum der kanadischen Rockband Rush. Es wurde im November 1989 beim Musiklabel Atlantic Records veröffentlicht.
Presto erscheint vielen Fans von Rush zu kommerziell und Mainstream-orientiert. Produzent Rupert Hine, der unter anderem für Chris de Burgh und Tina Turner erfolgreich Alben gestaltet hat, verordnete der Band sehr elektroniklastige Arrangements, die mit gefälligem Klang verdecken, dass die Songs (die Musik wurde wie üblich von Geddy Lee und Alex Lifeson geschrieben) lange nicht die musikalischen Einfälle und Überraschungen aufweisen, für die Rush sonst bekannt ist.
Bemerkenswert ist der Titel Superconductor, dessen Tempo (dem Namen von Band und Album entsprechend) immer schneller wird und der mit einem furiosen Schlagzeug-Part endet. In Anagram hat Schlagzeuger Neil Peart (der alle Texte verfasst hat) mit Buchstaben-Drehern einen witzigen, halb geistreichen ("reasoning is partly insane, the image just an i-less game"), halb Nonsense-Text ("he and she are in the house, but there's only me at home") zusammengestellt. Mit The Pass enthält das Album einen der Lieblings-Live-Songs der Band.
Bei den Juno Awards 1991 wurde das Album als Best Hard Rock/Metal Album ausgezeichnet.

## Titelliste
1. Show Don't Tell – 5:01
2. Chain Lightning – 4:33
3. The Pass – 4:51
4. War Paint – 5:24
5. Scars – 4:07
6. Presto – 5:45
7. Superconductor – 4:47
8. Anagram – 4:00
9. Red Tide – 4:29
10. Hand Over Fist – 4:11
11. Available Light – 5:03

## Besetzung
- Geddy Lee – Bass, Synthesizer, Gesang
- Alex Lifeson – Gitarre
- Neil Peart – Schlagzeug, Percussion